# Parc botanique et zoologique de Tsimbazaza
Le parc botanique et zoologique de Tsimbazaza est un parc du quartier de Fiadanana à Antananarivo est un lieu de distraction ainsi qu’un endroit de conservation des faunes et des flores de Madagascar,. 

## Histoire
Ce parc a été fondé en 1925 par les colons français. Mais avant cela, le roi Radama Ier avait déjà creusé le lac pour le bain des soldats. 

## Départements
Pour le bon fonctionnement de ce parc, différents départements se mobilisent : 
- Département administratif et financier qui s’occupe de la gestion des budgets, des personnels et de la logistique.
- Département éducation à la conservation environnementale qui s’assure de l’éducation de l’environnement en dehors et dans le parc en utilisant le musée comme une bibliothèque pour que le public puisse avoir plus de connaissance sur le milieu naturel et le milieu environnemental.
- Département faune pour prendre soin des animaux afin d’inciter le public à apprécier la beauté de la nature.
- Département flore pour la collection des plantes mortes ou herbier, ainsi que pour l’entretien des plantes vivantes.

Le musée se divise en deux : le musée de paléontologie pour conserver les débris et les os d’animaux, et le musée d'ethnographie pour l’identification de la culture malgache. 

## Parc zoologique

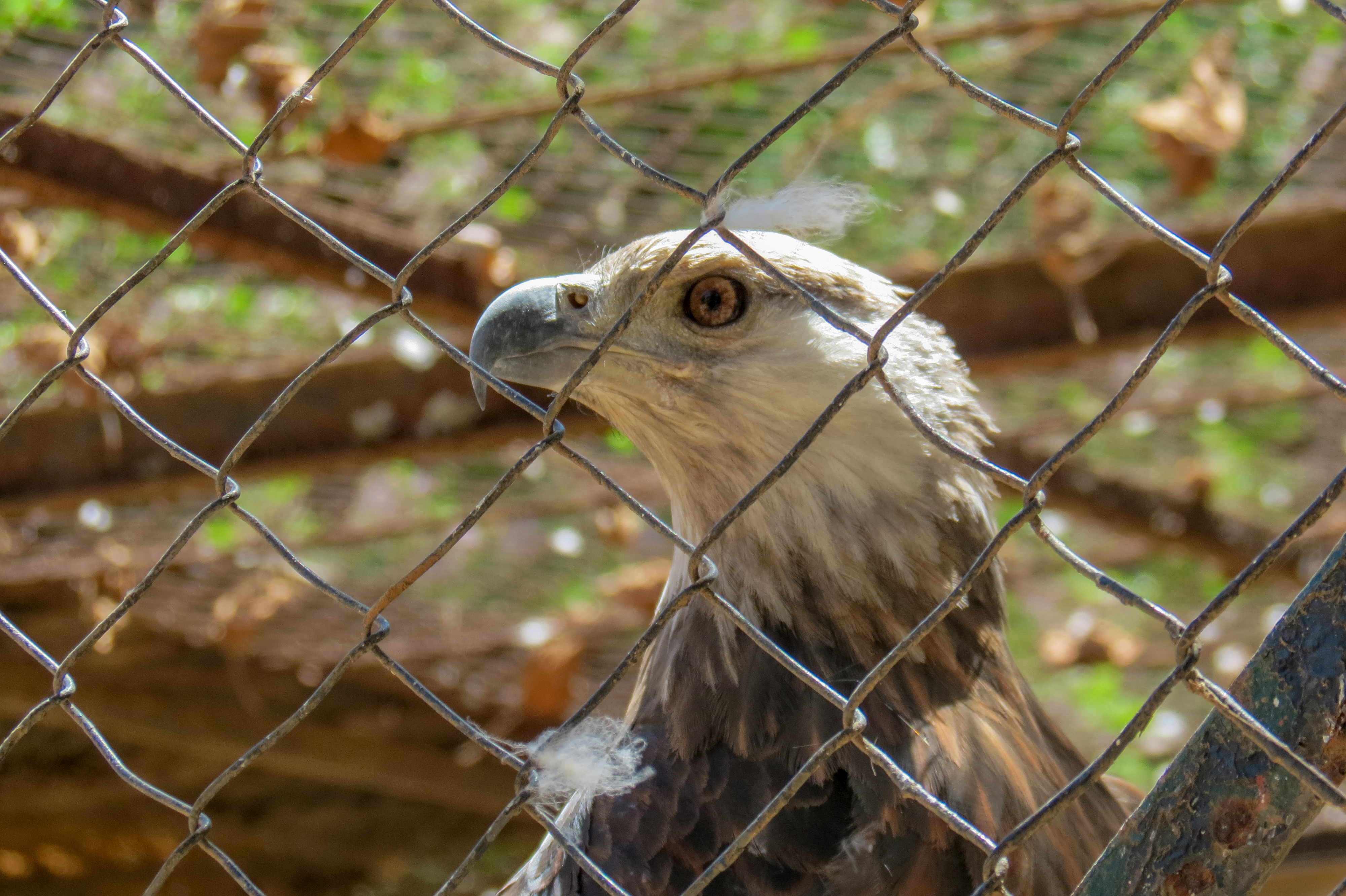
Pigargue espèce de rapace diurne rare en danger d'extinction conserver dans le parc de Tsimbazaza.

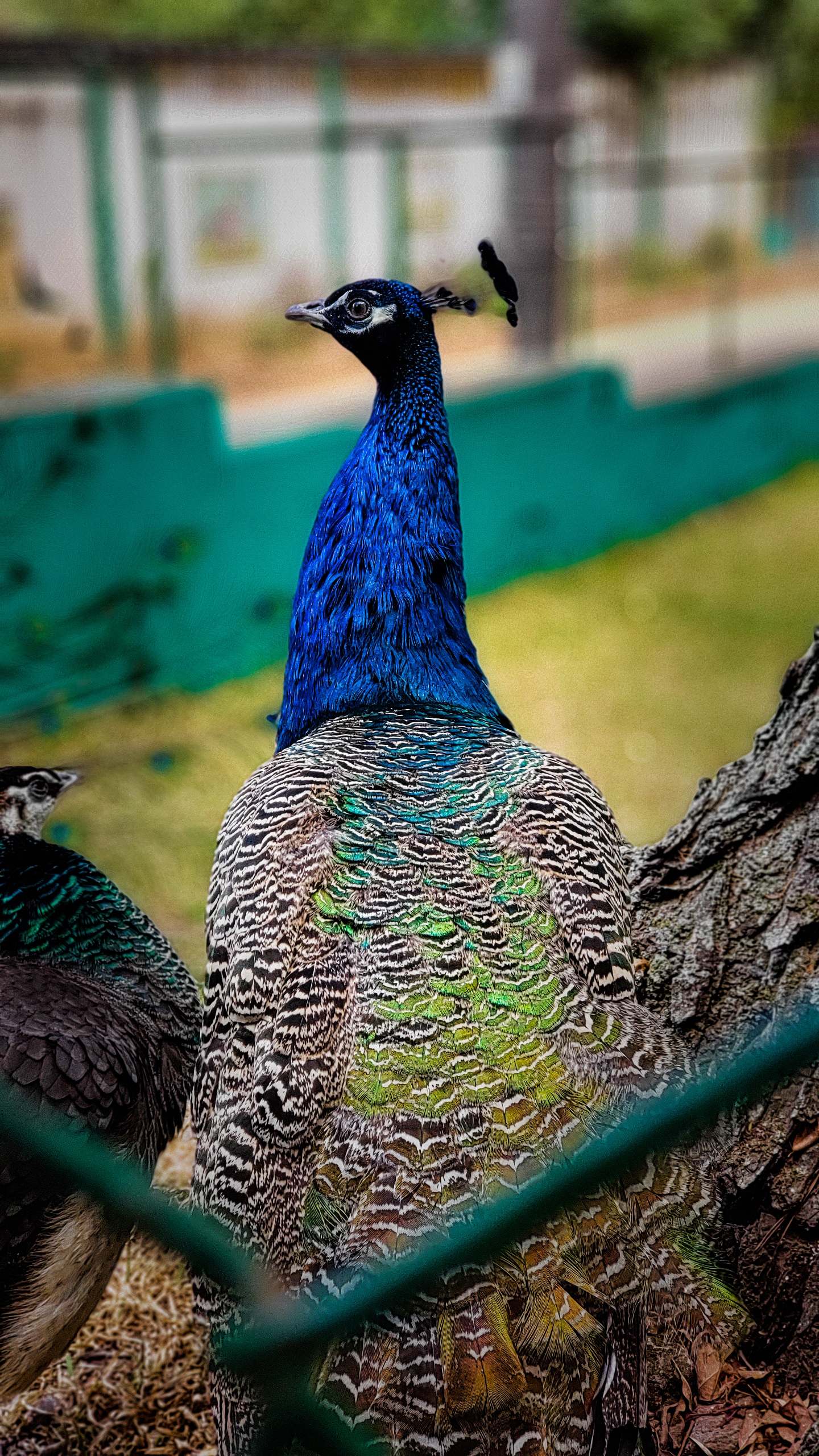
Le paon bleu Pavo cristatus conserver dans le parc de Tsimbazaza.

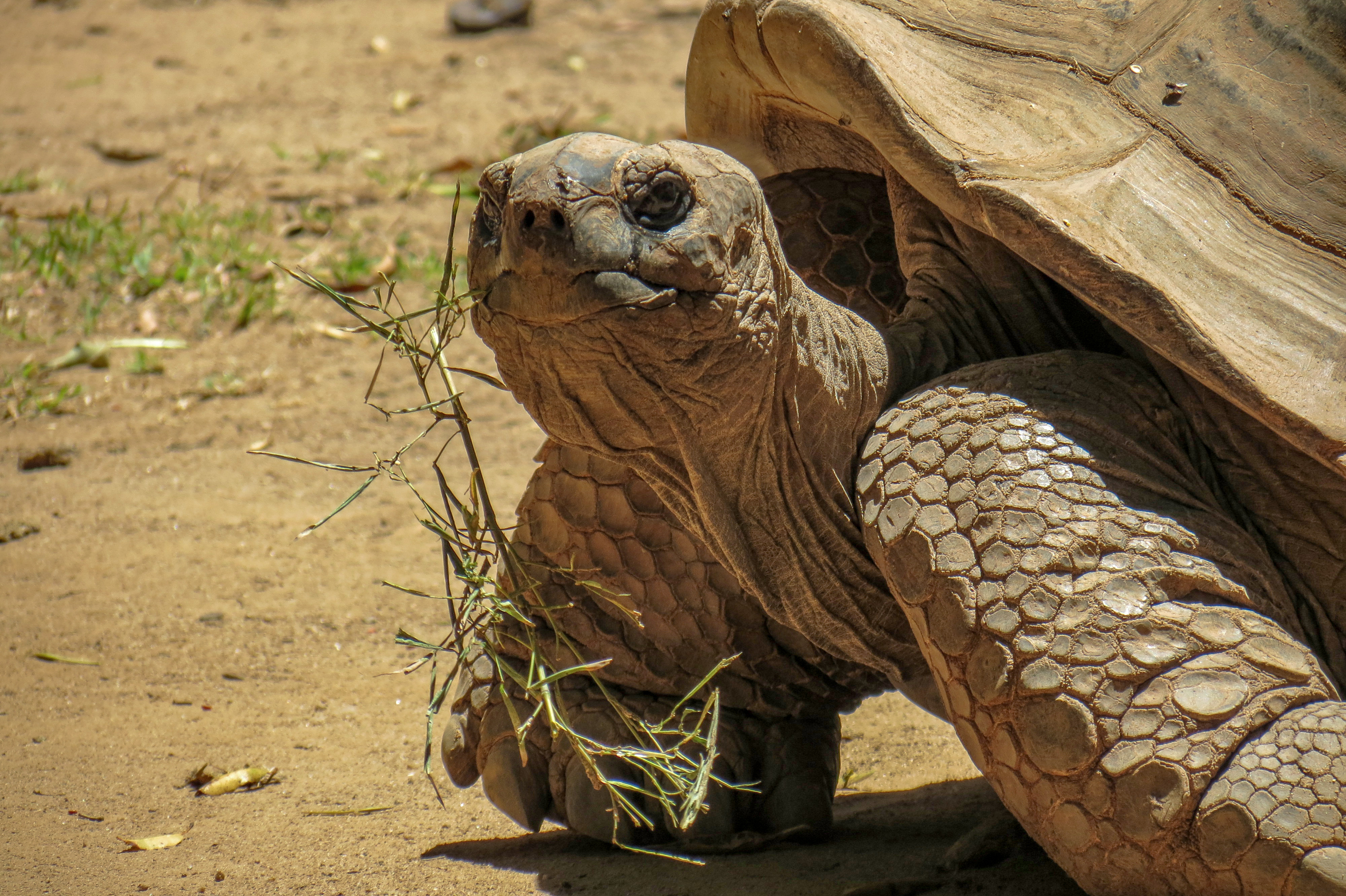
Tortue géante des archipels des Galápagos préservée dans le parc botanique et zoologique de Tsimbazaza, Antananarivo, Madagascar

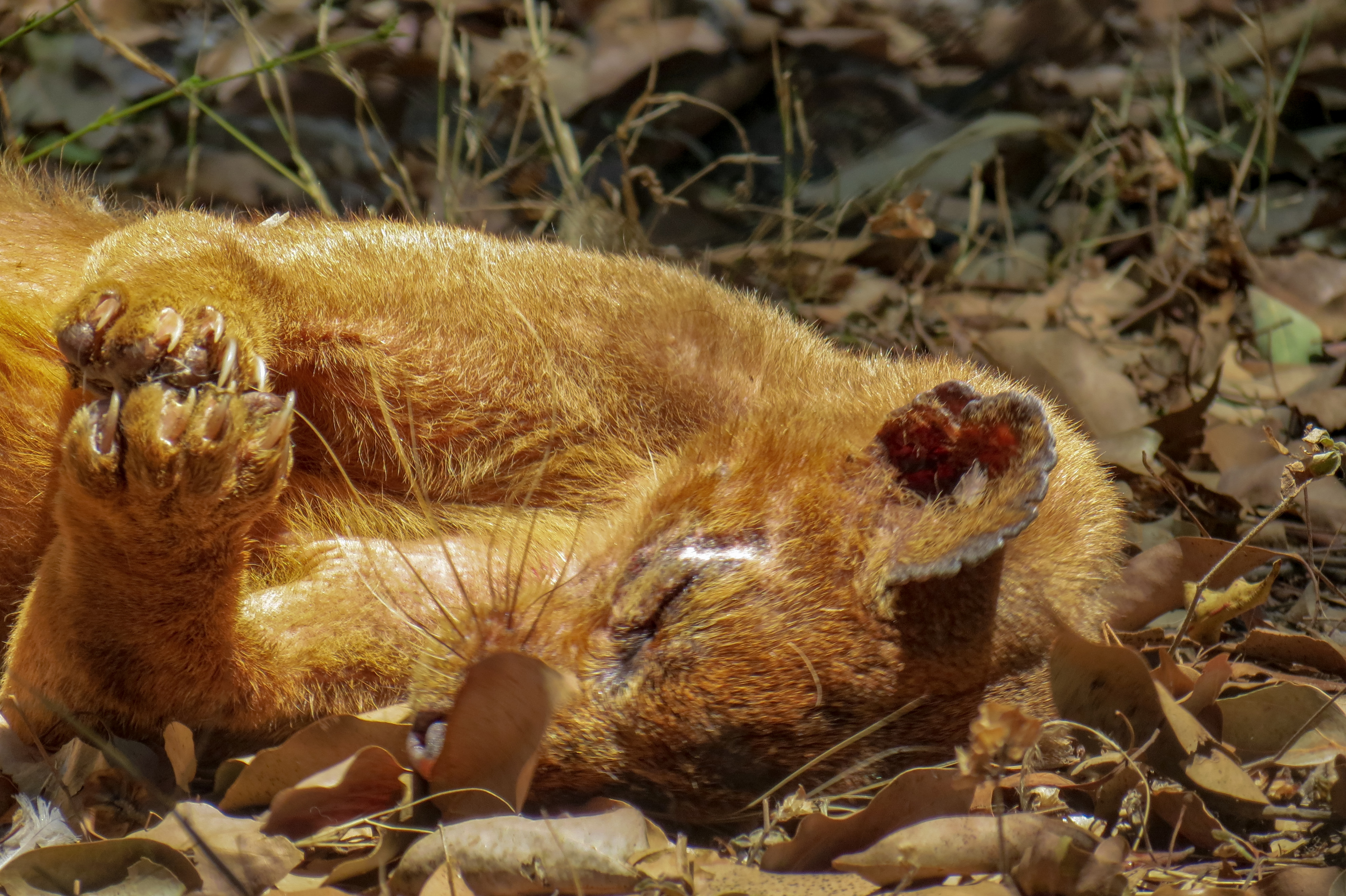
Photo du Fossa de Madagascar en train de prendre un bain de soleil dans le parc botanique et zoologique de Tsimbazaza, Antananarivo Madagascar.

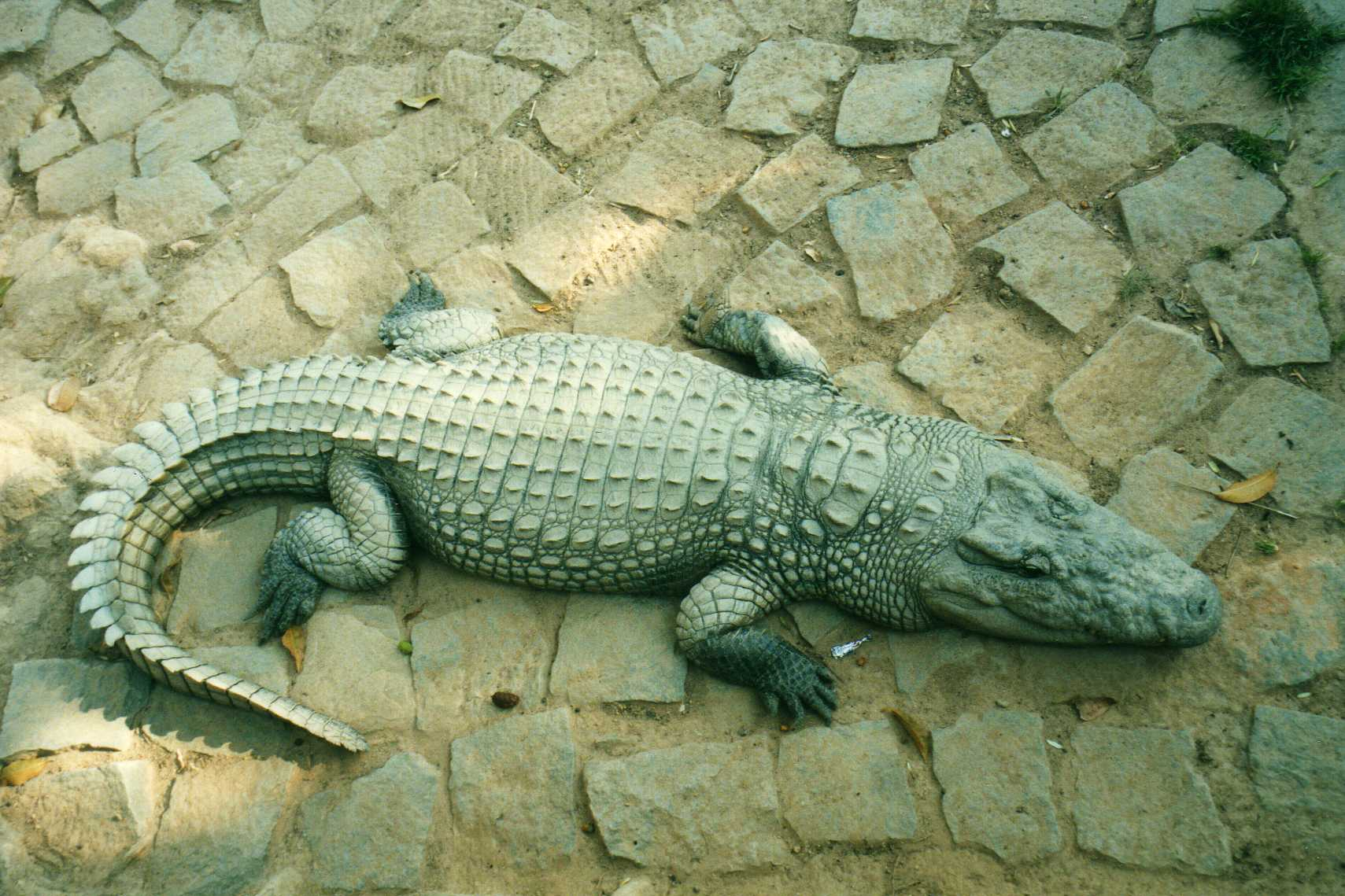
Crocodile du Nil au zoo de Tsimbazaza, Antananarivo, Madagascar.

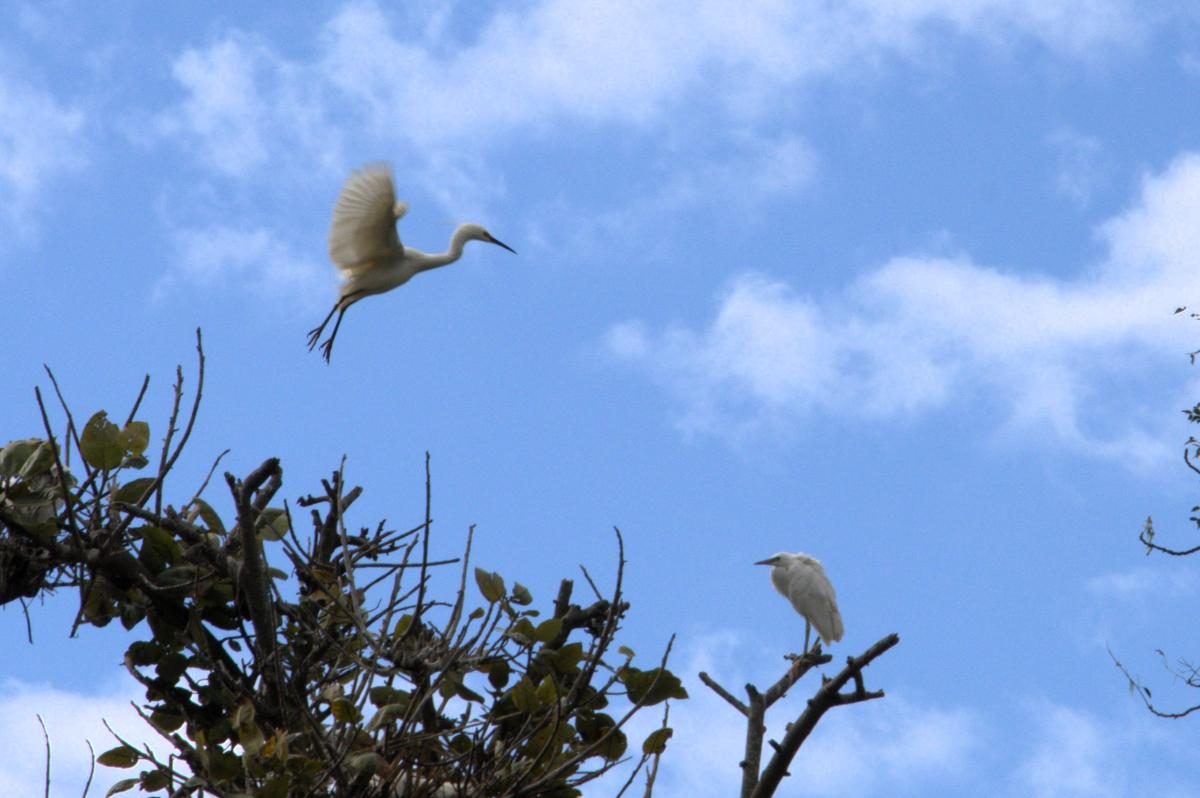
Oiseaux d'eau du parc de Tsimbazaza.

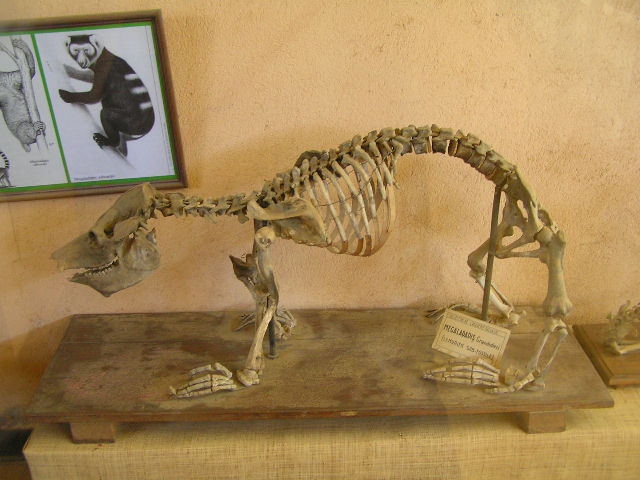
Squelette de lémurien koala Megaladapis grandidieri au zoo de Tsimbazaza.

Un parc doit protéger et conserver les faunes et flores locales. Madagascar est un pays qui contient des animaux d’espèces rares. Les lémuriens sont l’un des animaux qui attirent les visiteurs dans cet endroit. Dans ce parc, les animaux sont répartis selon leur espèce parce qu’il y a des animaux qui ne supportent pas les bruits et d’autres qui ne sortent que la nuit.

## Parc botanique

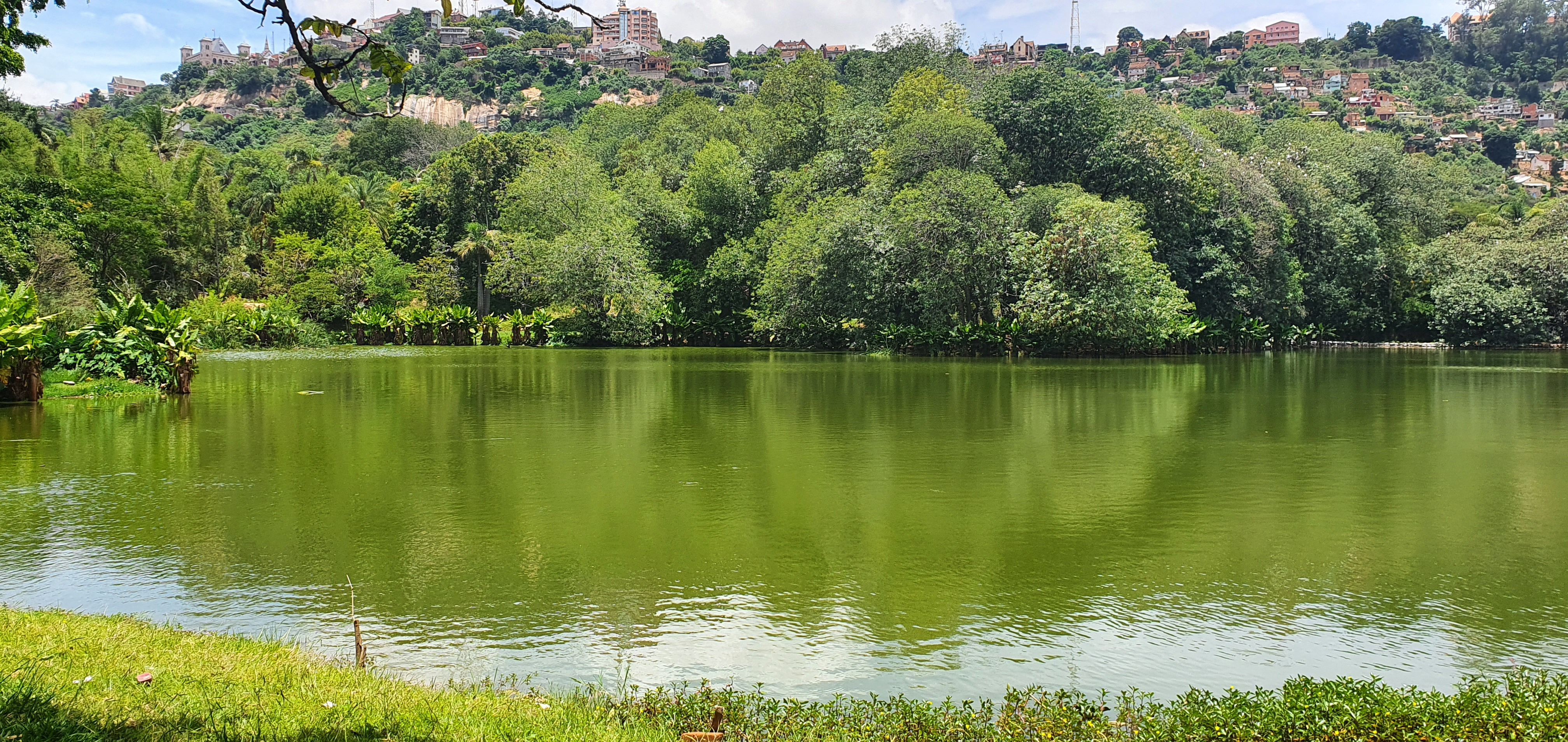
Le lac de Tsimbazaza à Antananarivo

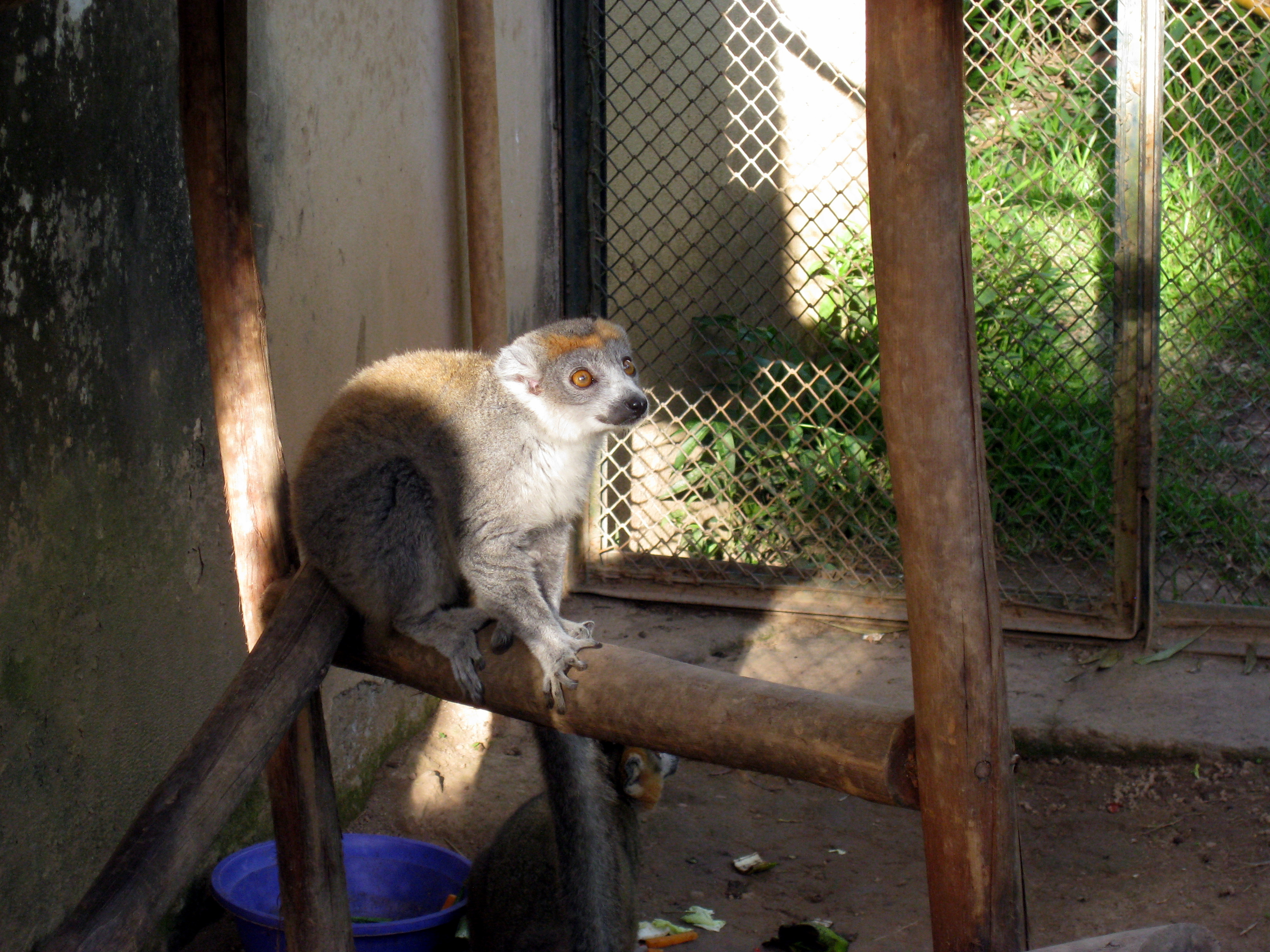
Lémurien du parc de Tsimbazaza.

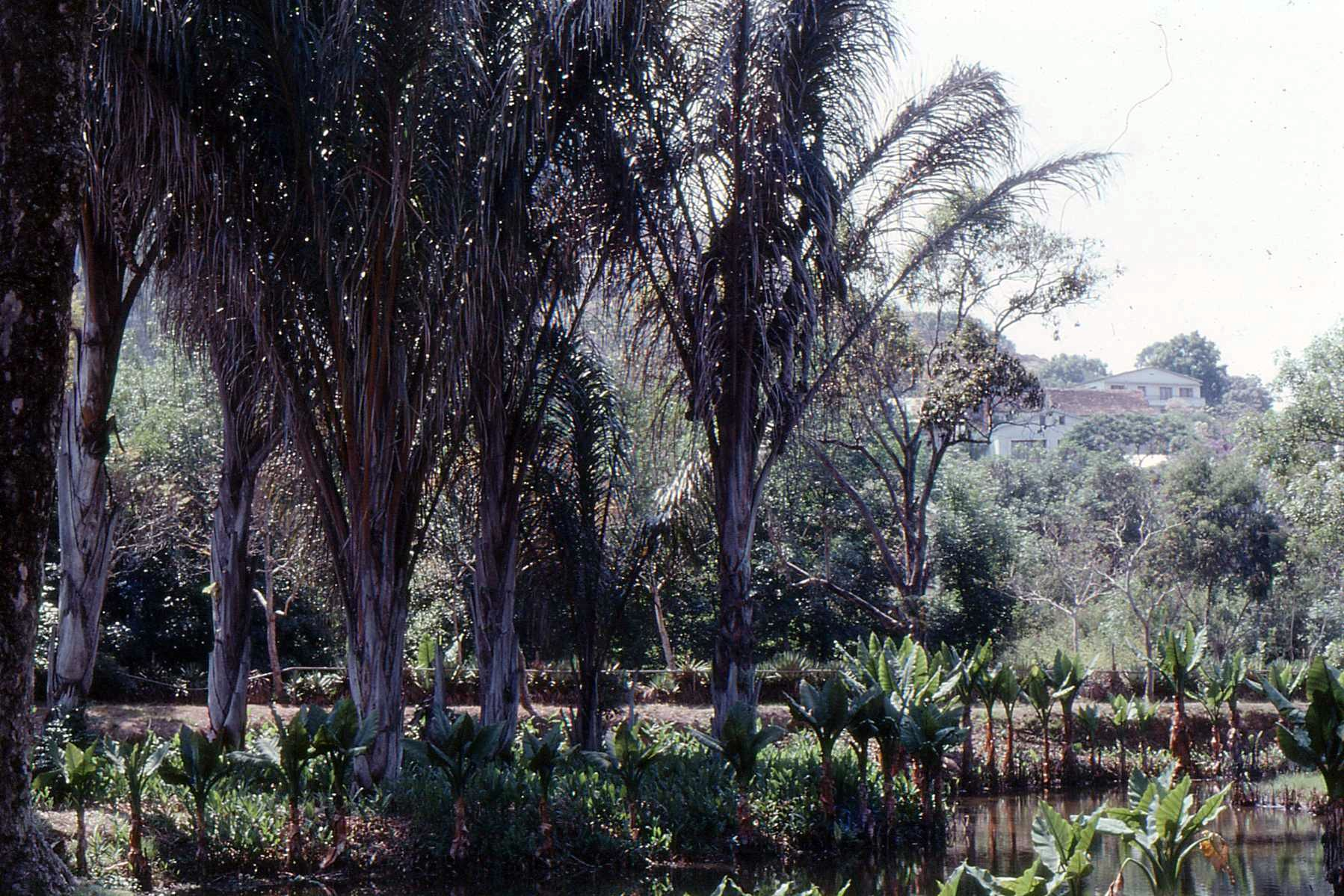
Palmerais du parc de Tsimbazaza.

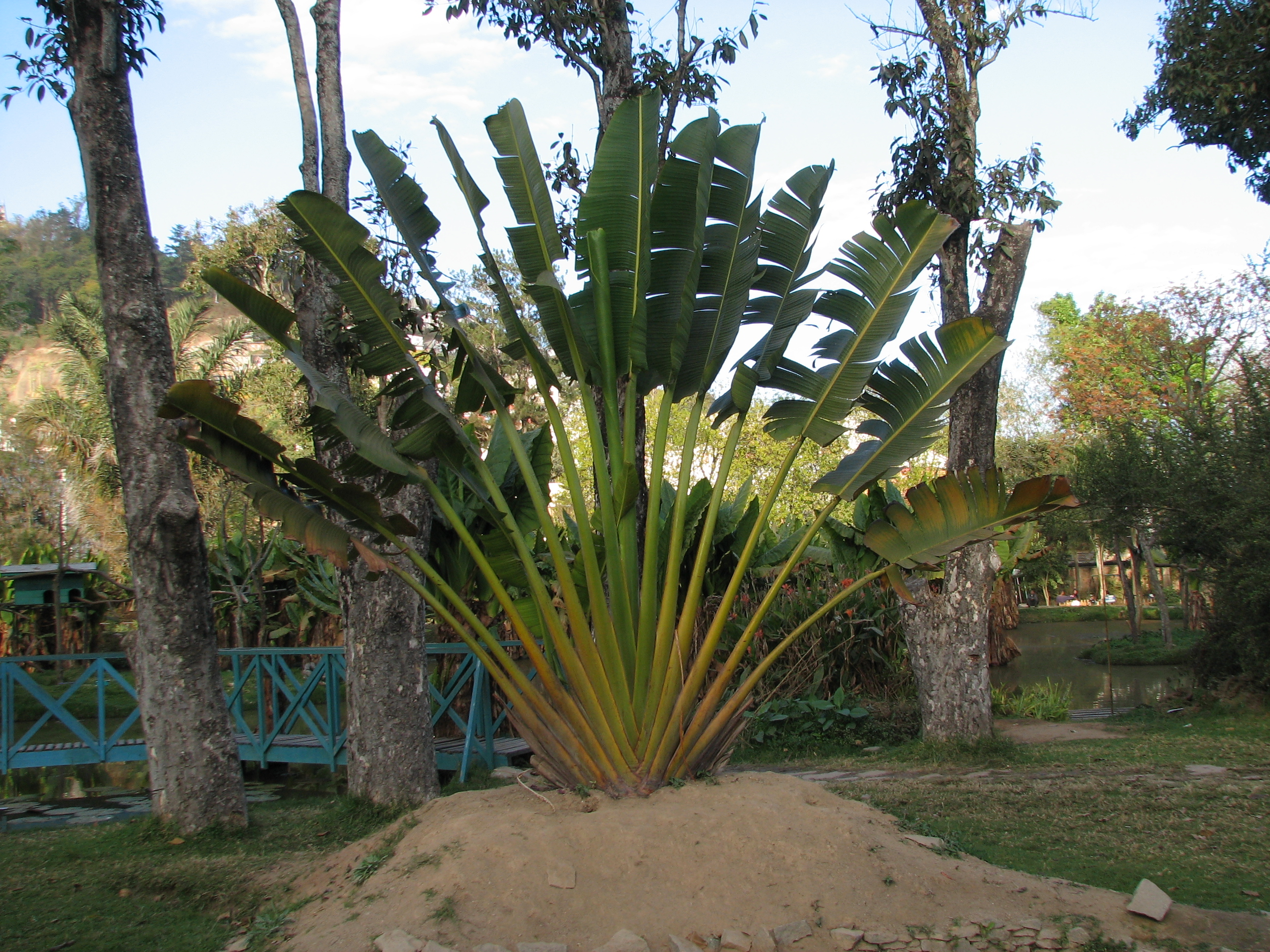
Jeune ravinala ou arbre du voyageur, parc de Tsimbazaza.

Ce parc est un espace vert dans la capitale de Madagascar. Chaque région de ce pays est représentée par des végétations qui la différencient des autres. Par exemple, la région de Tamatave est représentée par le « ravinala » ou l’arbre du voyageur. Et la partie Sud par des didieracea et des pachypodiums.   
Près du lac, on peut trouver des nymphéas aux fleurs violettes, des jacinthes d’eau et des touffes de zozoro. Au nord du parc, on constate les types de fougères telles que l’ombrière, le cyathea et les orchidées endémiques. En contrebas, il y a  des palmeraies qui regroupent des espèces malgaches et étrangères comme le raphia et le ravinala et d’autre côté, on aperçoit des baobabs et des plantes xérophiles qui représentent la partie la plus aride de Madagascar.
Sans oublier aussi que Madagascar est riche en plantes médicinales, des végétations typiques, des épices (vanille, poivre, cannelle).  
Dans ce parc, on peut trouver aussi un grand lac artificiel et d’un grand espace pour distraire les enfants. 
Pour conclure, le parc de Tsimbazaza est un lieu de détente pour les habitants de la ville. Il est aussi un jardin agréable. Mais le manque de financement ne permet pas de soigner les animaux et de les nourrir convenablement.

## Voir aussi

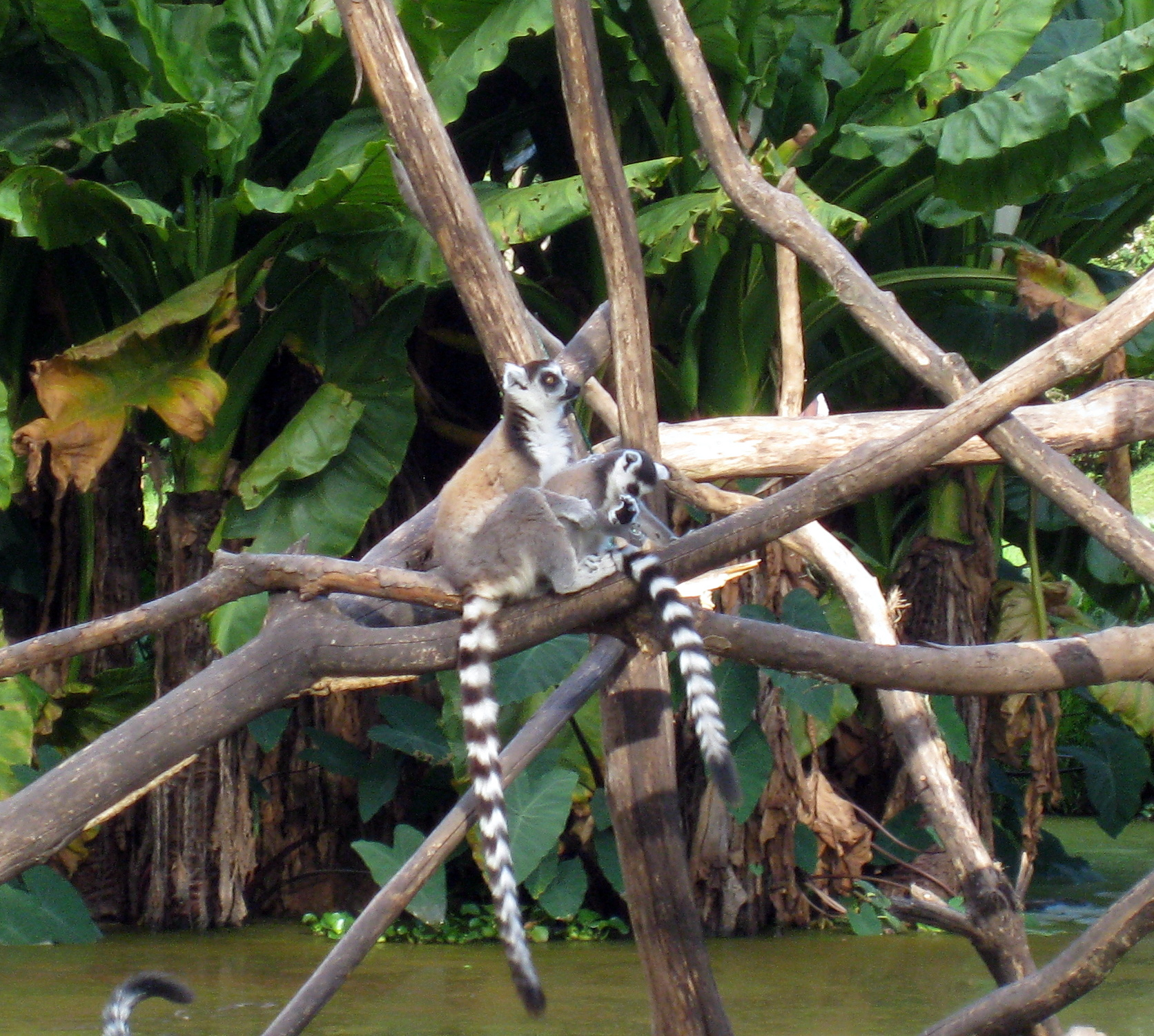
Lémuriens du parc de Tsimbazaza.

### Articles connexes

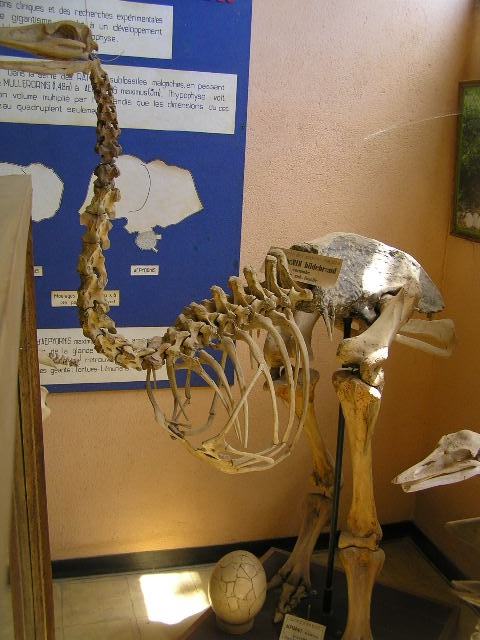
Un squelette dAepyornis hildebrandti (oiseau-éléphant) au zoo de Tsimbazaza, Madagascar.